# Kąty (Niepołomice)
Kąty – dawna osada, a dziś część osiedla Piaski w Niepołomicach, położona w jego centralnej części. Od północy i zachodu sąsiaduje z Piaskami, od południa z Puszczą Niepołomicką, natomiast od wschodu z Olszyną-Dębnikiem.
W rejonie tym występuje jedynie zabudowa jednorodzinna.